# Castelvieilh
Castelvieilh est une commune française située dans le nord du département des Hautes-Pyrénées, en région Occitanie. Sur le plan historique et culturel, la commune est dans l’ancien comté de Bigorre, comté historique des Pyrénées françaises et de Gascogne.
Exposée à un climat océanique altéré, elle est drainée par l'Estéous et par divers autres petits cours d'eau. La commune possède un patrimoine naturel remarquable composé d'une zone naturelle d'intérêt écologique, faunistique et floristique.
Castelvieilh est une commune rurale qui compte 243 habitants en 2022. Elle fait partie de l'aire d'attraction de Tarbes. Ses habitants sont appelés les Castelvieilhois ou  Castelvieilhoises.

## Géographie

### Localisation
La commune de Castelvieilh se trouve dans le département des Hautes-Pyrénées, en région Occitanie.
Elle se situe à 12 km à vol d'oiseau de Tarbes, préfecture du département, et à 15 km de Trie-sur-Baïse, bureau centralisateur du canton des Coteaux dont dépend la commune depuis 2015 pour les élections départementales.
La commune fait en outre partie du bassin de vie de Tarbes.
Les communes les plus proches sont : 
Bouilh-Péreuilh (2,5 km), Marseillan (2,8 km), Collongues (2,8 km), Pouyastruc (2,8 km), Marquerie (2,9 km), Cabanac (3,2 km), Chelle-Debat (3,5 km), Aubarède (3,7 km).
Sur le plan historique et culturel, Castelvieilh fait partie de l’ancien comté de Bigorre, comté historique des Pyrénées françaises et de Gascogne créé au IXe siècle puis rattaché au domaine royal en 1302, inclus ensuite au comté de Foix en 1425 puis une nouvelle fois rattaché au royaume de France en 1607. La commune est dans le pays de Tarbes et de la Haute Bigorre.
Castelvieilh  est limitrophe de sept autres communes dont Collongues au nord-ouest par un simple quadripoint.

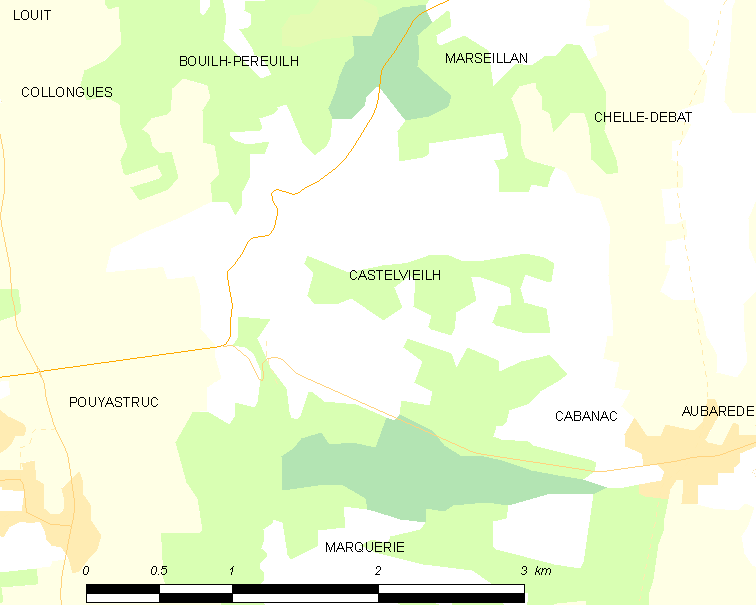
Carte de la commune de Castelvieilh et des proches communes.

| Collongues (par un quadripoint) | Bouilh-Péreuilh | Marseillan   |
| Pouyastruc                      | Castelvieilh    | Chelle-Debat |
|                                 | Marquerie       | Cabanac      |

### Hydrographie
La commune est dans le bassin de l'Adour, au sein du bassin hydrographique Adour-Garonne. Elle est drainée par le Estéous, le Graus, le Miqueu et par divers petits cours d'eau, constituant un réseau hydrographique de 8 km de longueur totale,.
Le Estéous, d'une longueur totale de 45,3 km, prend sa source dans la commune de Souyeaux et s'écoule du sud vers le nord. Il traverse la commune et se jette dans l'Adour à Labatut-Rivière, après avoir traversé 29 communes.

### Climat
Le climat est tempéré de type océanique en raison de l'influence proche de l'océan Atlantique situé à peu près 150 km plus à l'ouest. La proximité des Pyrénées fait que la commune profite d'un effet de foehn, il peut aussi y neiger en hiver, même si cela reste inhabituel.
La station météorologique de Météo-France installée sur la commune et en service de 1988 à 2020 permet de connaître l'évolution des indicateurs météorologiques. Le tableau détaillé pour la période 1981-2010 est présenté ci-après.
| Mois                                  | jan.            | fév.            | mars          | avril        | mai           | juin          | jui.          | août           | sep.         | oct.          | nov.          | déc.            | année     |
| ------------------------------------- | --------------- | --------------- | ------------- | ------------ | ------------- | ------------- | ------------- | -------------- | ------------ | ------------- | ------------- | --------------- | --------- |
| Température minimale moyenne (°C)     | 3,6             | 4,1             | 5,8           | 7,4          | 11,3          | 14,1          | 16            | 16,5           | 13,6         | 10,7          | 6,4           | 3,9             | 9,5       |
| Température moyenne (°C)              | 6,8             | 7,9             | 10,1          | 11,8         | 15,8          | 18,8          | 20,8          | 21,2           | 18,1         | 14,7          | 9,7           | 7,1             | 13,6      |
| Température maximale moyenne (°C)     | 10,1            | 11,6            | 14,5          | 16,1         | 20,4          | 23,4          | 25,6          | 25,9           | 22,6         | 18,8          | 13            | 10,2            | 17,7      |
| Record de froid (°C) date du record   | −7,1 23.01.11   | −11 08.02.12    | −8,3 01.03.05 | 0 16.04.1999 | 0,3 04.05.10  | 5,5 01.06.11  | 9 11.07.1993  | 7,5 30.08.1989 | 4,5 28.09.07 | −1,5 25.10.03 | −6 23.11.1988 | −9 26.12.10     | −11 2012  |
| Record de chaleur (°C) date du record | 22,3 06.01.1999 | 25,7 28.02.1997 | 28 21.03.1990 | 30 30.04.05  | 32,3 30.05.01 | 37,8 21.06.03 | 38,5 23.07.19 | 39,6 04.08.03  | 35 14.09.20  | 32 13.10.19   | 26 23.11.1992 | 23,5 16.12.1989 | 39,6 2003 |
| Précipitations (mm)                   | 78,7            | 59,1            | 66            | 112,7        | 105,4         | 79,5          | 62,5          | 58,3           | 68           | 74,4          | 91,2          | 75,8            | 931,6     |

### Milieux naturels et biodiversité

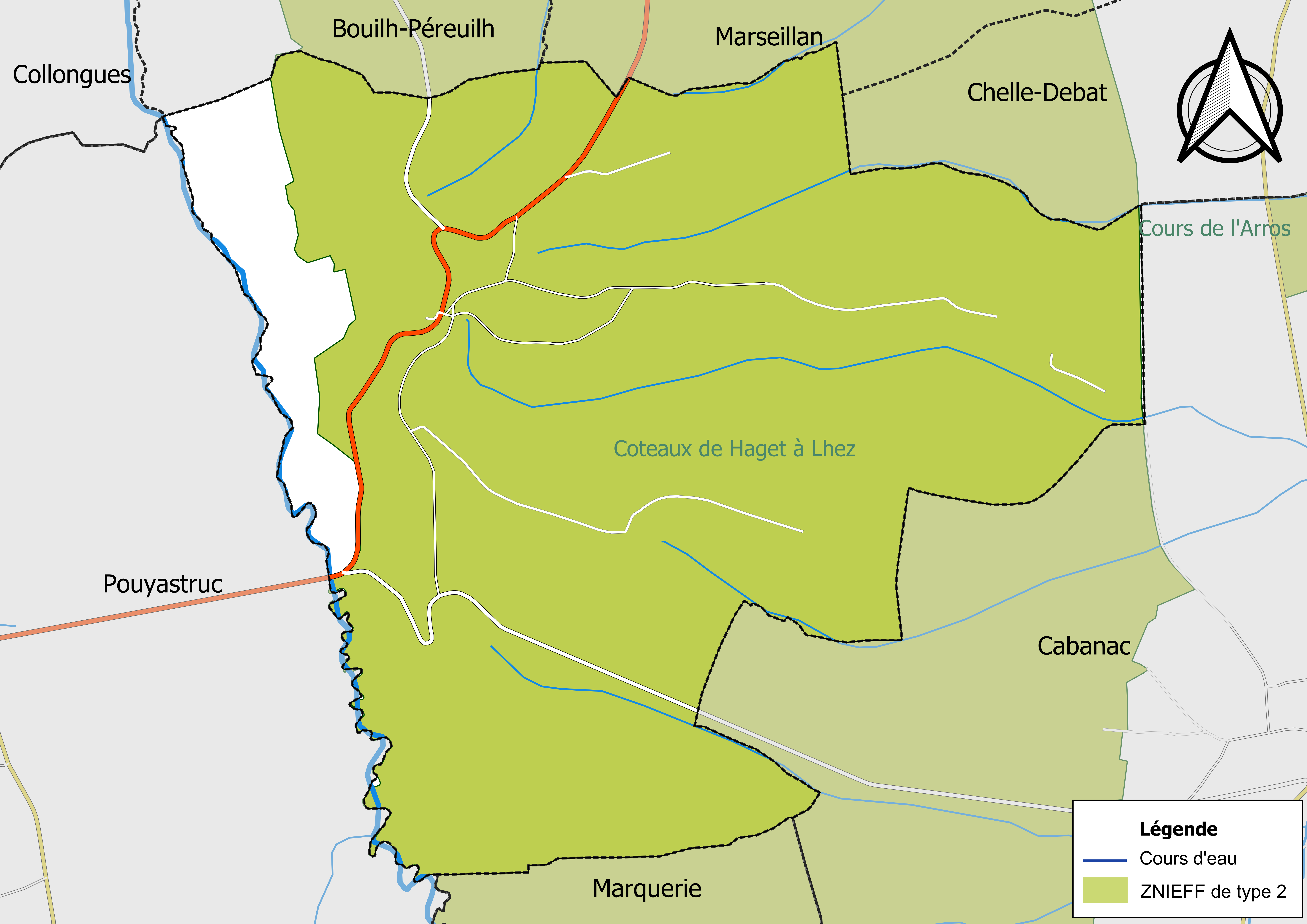
Carte de la ZNIEFF de type 2 localisée sur la commune.

L’inventaire des zones naturelles d'intérêt écologique, faunistique et floristique (ZNIEFF) a pour objectif de réaliser une couverture des zones les plus intéressantes sur le plan écologique, essentiellement dans la perspective d’améliorer la connaissance du patrimoine naturel national et de fournir aux différents décideurs un outil d’aide à la prise en compte de l’environnement dans l’aménagement du territoire.
Une ZNIEFF de type 2 est recensée sur la commune :
les « coteaux de Haget à Lhez » (4 261 ha), couvrant 32 communes dont quatre dans le Gers et 28 dans les Hautes-Pyrénées.

## Urbanisme

### Typologie
Au 1er janvier 2024, Castelvieilh est catégorisée commune rurale à habitat dispersé, selon la nouvelle grille communale de densité à sept niveaux définie par l'Insee en 2022.
Elle est située hors unité urbaine. Par ailleurs la commune fait partie de l'aire d'attraction de Tarbes, dont elle est une commune de la couronne,. Cette aire, qui regroupe 153 communes, est catégorisée dans les aires de 50 000 à moins de 200 000 habitants,.

### Occupation des sols
L'occupation des sols de la commune, telle qu'elle ressort de la base de données européenne d’occupation biophysique des sols Corine Land Cover (CLC), est marquée par l'importance des territoires agricoles (56,4 % en 2018), en diminution par rapport à 1990 (67,5 %). La répartition détaillée en 2018 est la suivante : 
zones agricoles hétérogènes (51,6 %), forêts (32,2 %), zones urbanisées (11,4 %), terres arables (4,8 %).
L'IGN met par ailleurs à disposition un outil en ligne permettant de comparer l’évolution dans le temps de l’occupation des sols de la commune (ou de territoires à des échelles différentes). Plusieurs époques sont accessibles sous forme de cartes ou photos aériennes : la carte de Cassini (XVIIIe siècle), la carte d'état-major (1820-1866) et la période actuelle (1950 à aujourd'hui).

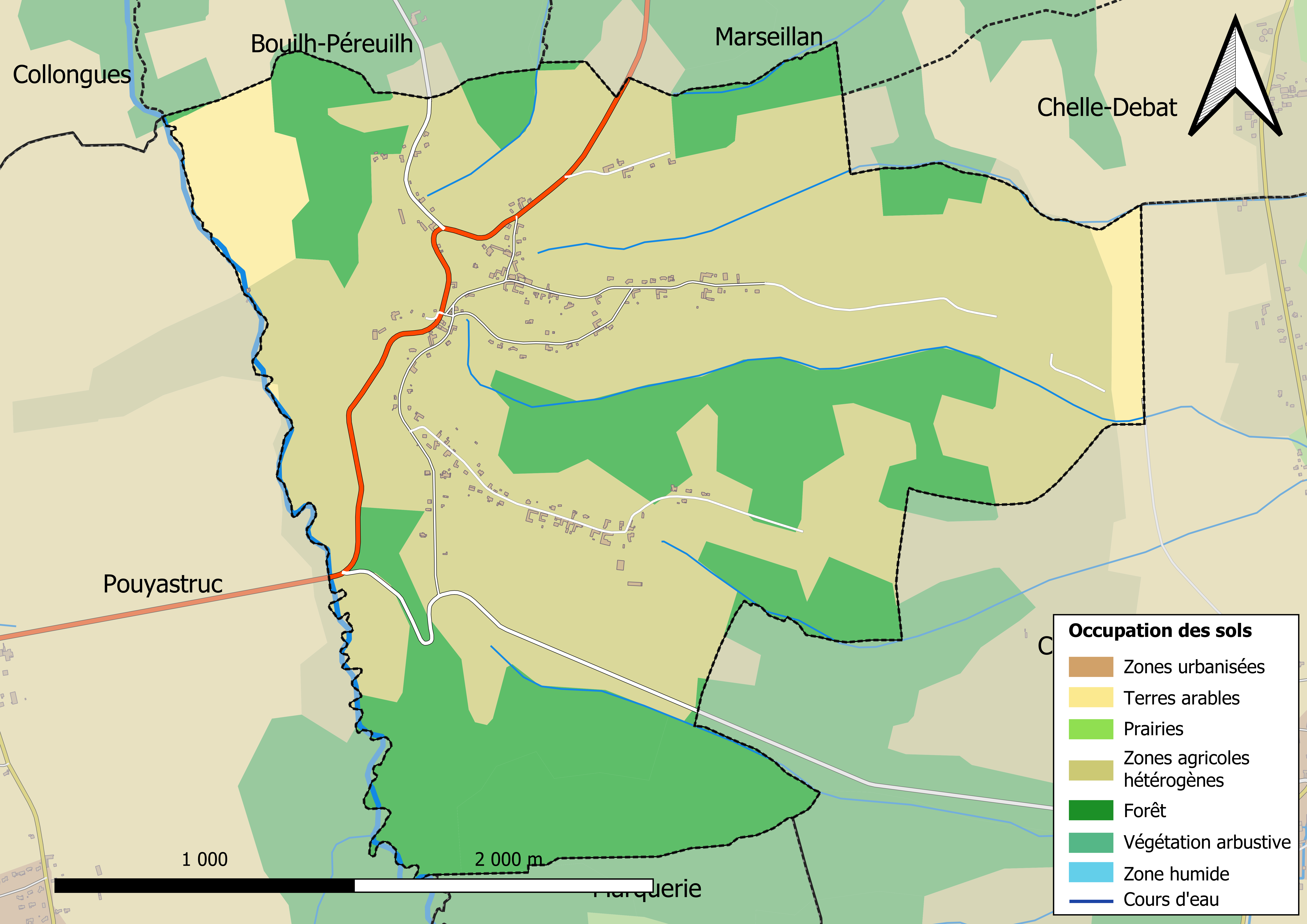
Carte des infrastructures et de l'occupation des sols en 2018 (CLC) de la commune.
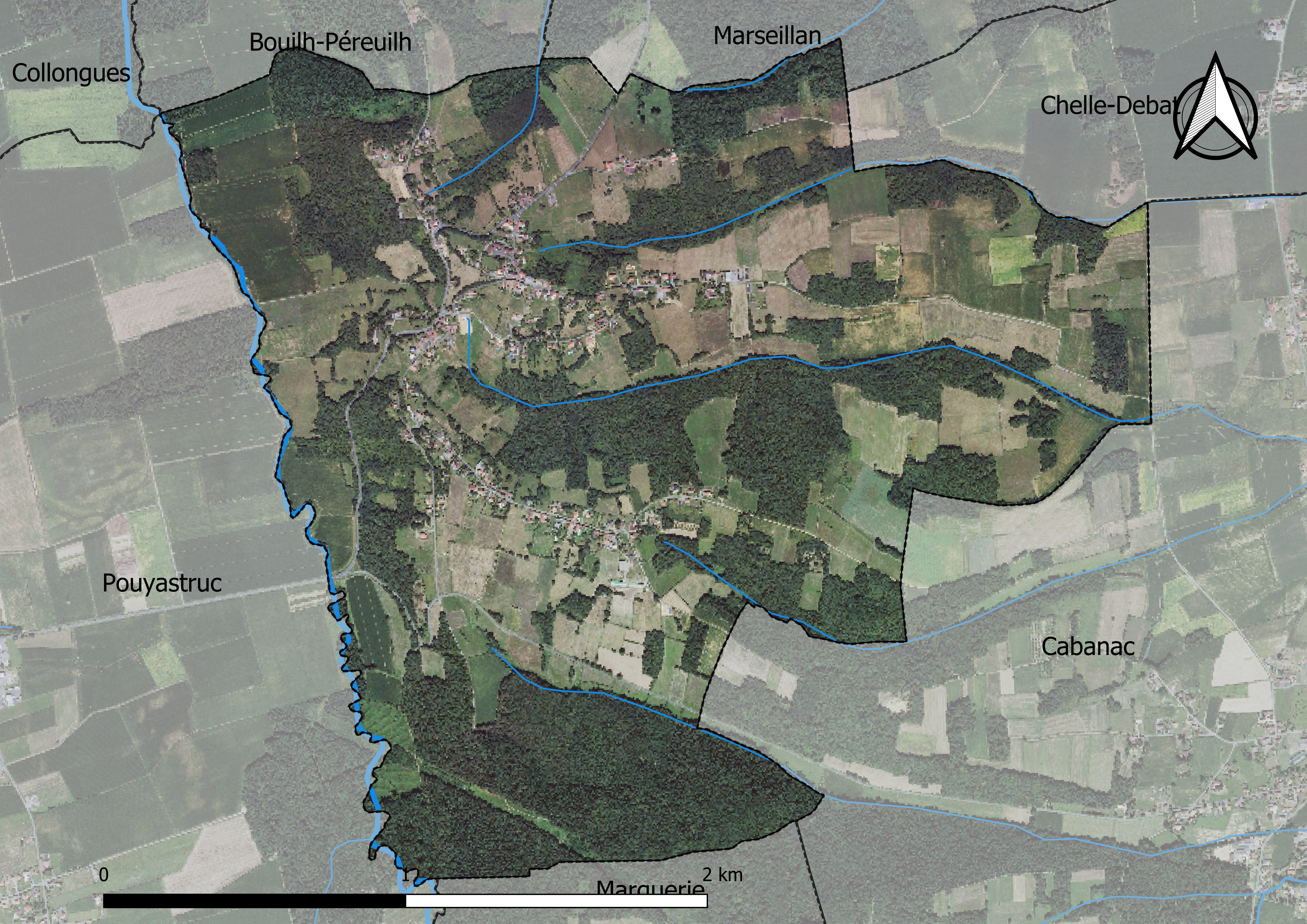
Carte orthophotogrammétrique de la commune.

### Logement
En 2012, le nombre total de logements dans la commune est de 118.

Parmi ces logements, 84,0 % sont des résidences principales, 4,7 % des résidences secondaires et 11,3 % des logements vacants.

### Voies de communication et transports
Cette commune est desservie par la route départementale D 632 et la route départementale D 1.

### Risques majeurs
Le territoire de la commune de Castelvieilh est vulnérable à différents aléas naturels : météorologiques (tempête, orage, neige, grand froid, canicule ou sécheresse), inondations, mouvements de terrains et séisme (sismicité modérée). Un site publié par le BRGM permet d'évaluer simplement et rapidement les risques d'un bien localisé soit par son adresse soit par le numéro de sa parcelle.
Certaines parties du territoire communal sont susceptibles d’être affectées par le risque d’inondation par débordement de cours d'eau, notamment l'Estéous. La cartographie des zones inondables en ex-Midi-Pyrénées réalisée dans le cadre du XIe Contrat de plan État-région, visant à informer les citoyens et les décideurs sur le risque d’inondation, est accessible sur le site de la DREAL Occitanie. La commune a été reconnue en état de catastrophe naturelle au titre des dommages causés par les inondations et coulées de boue survenues en 1982, 1999 et 2009,.
Castelvieilh est exposée au risque de feu de forêt. Un plan départemental de protection des forêts contre les incendies a été approuvé par arrêté préfectoral le 21 avril 2020 pour la période 2020-2029. Le précédent couvrait la période 2007-2017. L’emploi du feu est régi par deux types de réglementations. D’abord le code forestier et l’arrêté préfectoral du 27 octobre 2014, qui réglementent l’emploi du feu à moins de 200 m des espaces naturels combustibles sur l’ensemble du département. Ensuite celle établie dans le cadre de la lutte contre la pollution de l’air, qui interdit le brûlage des déchets verts des particuliers. L’écobuage est quant à lui réglementé dans le cadre de commissions locales d’écobuage (CLE)

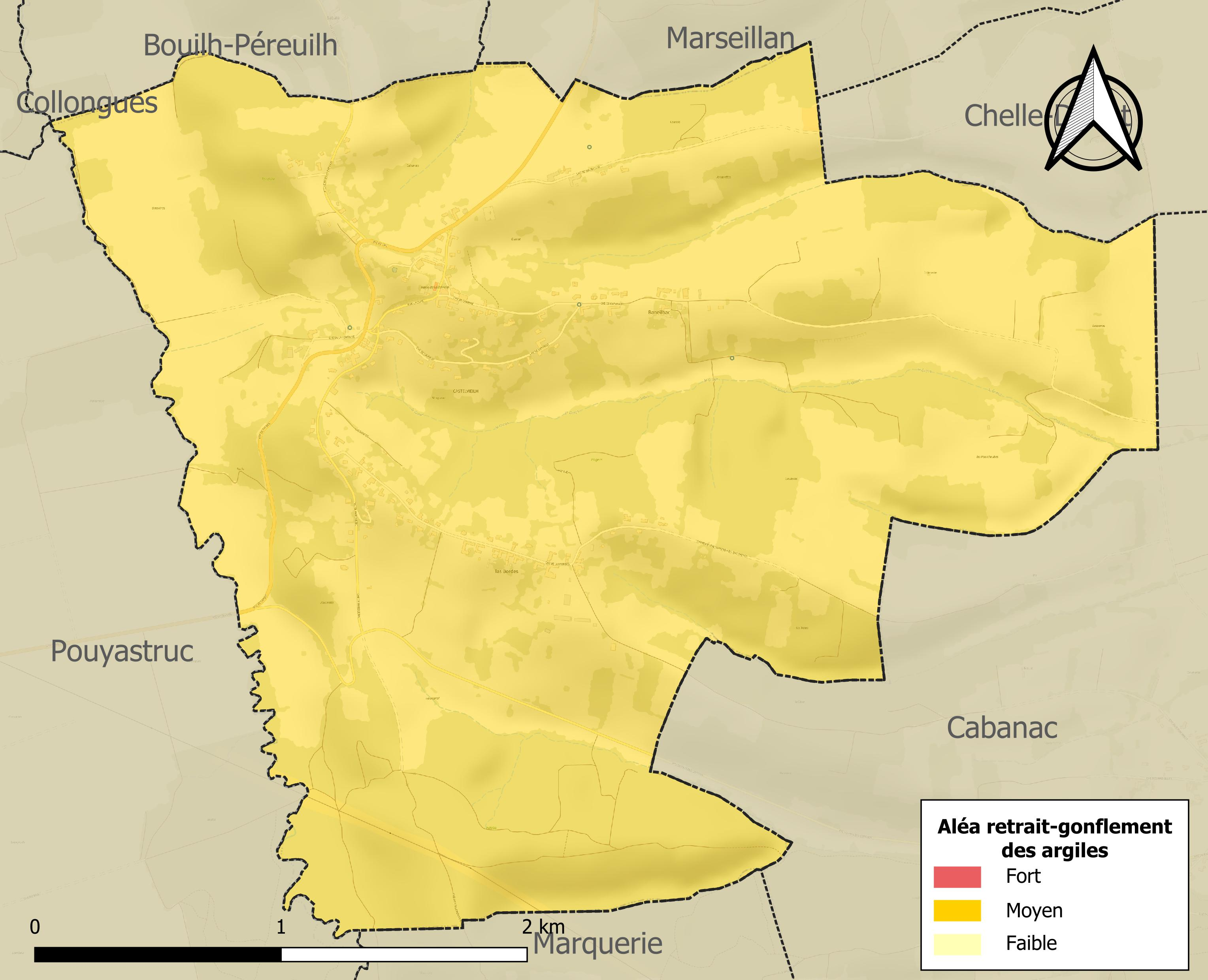
Carte des zones d'aléa retrait-gonflement des sols argileux de Castelvieilh.

Les mouvements de terrains susceptibles de se produire sur la commune sont des tassements différentiels.
Le retrait-gonflement des sols argileux est susceptible d'engendrer des dommages importants aux bâtiments en cas d’alternance de périodes de sécheresse et de pluie. La totalité de la commune est en aléa moyen ou fort (44,5 % au niveau départemental et 48,5 % au niveau national). Sur les 118 bâtiments dénombrés sur la commune en 2019, 118 sont en aléa moyen ou fort, soit 100 %, à comparer aux 75 % au niveau départemental et 54 % au niveau national. Une cartographie de l'exposition du territoire national au retrait gonflement des sols argileux est disponible sur le site du BRGM,.
Par ailleurs, afin de mieux appréhender le risque d’affaissement de terrain, l'inventaire national des cavités souterraines permet de localiser celles situées sur la commune.
Concernant les mouvements de terrains, la commune a été reconnue en état de catastrophe naturelle au titre des dommages causés par la sécheresse en 2003 et par des mouvements de terrain en 1999.

## Toponymie

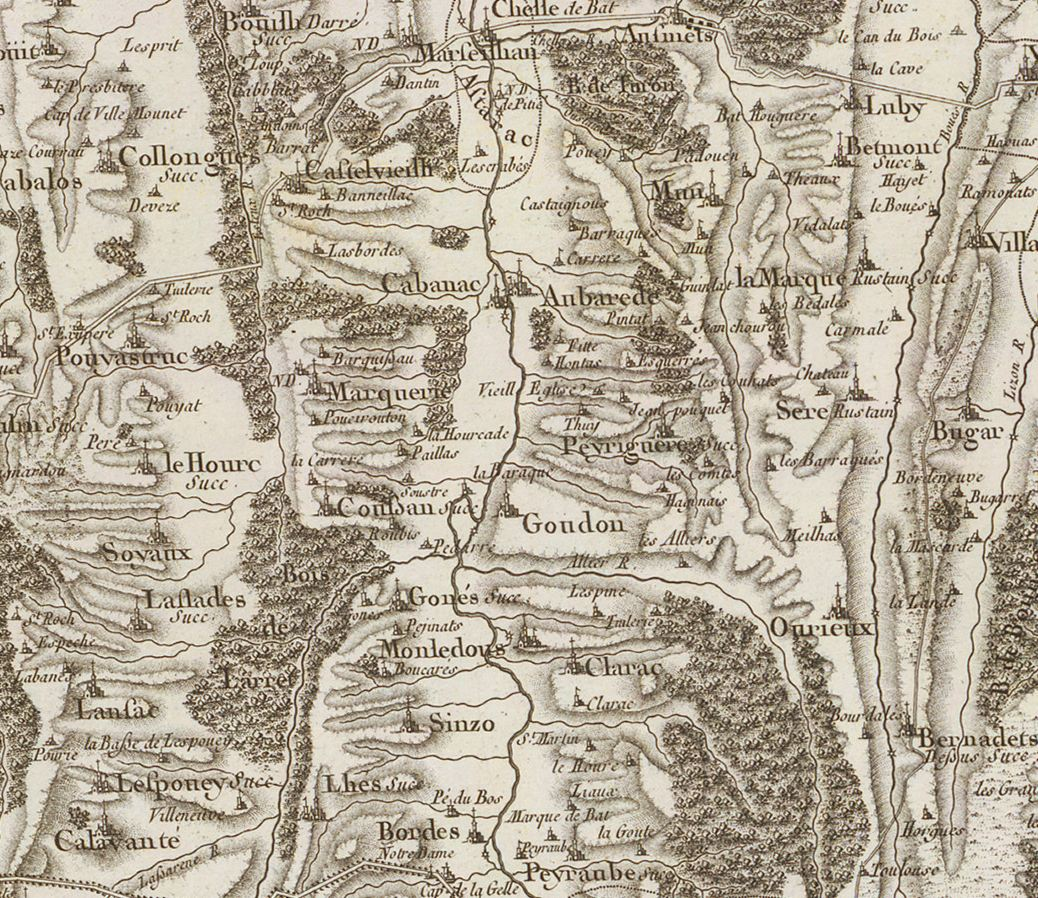
Extrait de la carte de Cassini (entre 1756 et 1789) situant Castelvieilh à l'est de Pouyastruc.

On trouvera les principales informations dans le Dictionnaire toponymique des communes des Hautes Pyrénées de Michel Grosclaude et Jean-François Le Nail qui rapporte les dénominations historiques du village :
Dénominations historiques :
- In Castro Veteri, latin (1243, cartulaire de Berdoues) ;
- Casted Bieil, (1285, Montre Bigorre) ;
- De Castro Veteri, latin (1313, Debita regi Navarre ; 1342, pouillé de Tarbes ; 1379, Procuration Tarbes) ;
- Castet Bielh, Castel Bielh, Castet Vielh, (1429, censier de Bigorre) ;
- Castetbieilh, (1768, Duco).

Étymologie : du gascon castèth (= château) et vielh (= vieux).

Nom occitan : Castèthvielh.

## Histoire
Il existait un château féodal dont les ruines se trouvent sur le domaine des Tilleuls.

La première école a été construite en 1848. Archives départementales des Hautes-Pyrénées.

### Cadastre napoléonien de Castelvieilh
Le plan cadastral napoléonien de Castelvieilh est consultable sur le site des archives départementales des Hautes-Pyrénées.

## Politique et administration

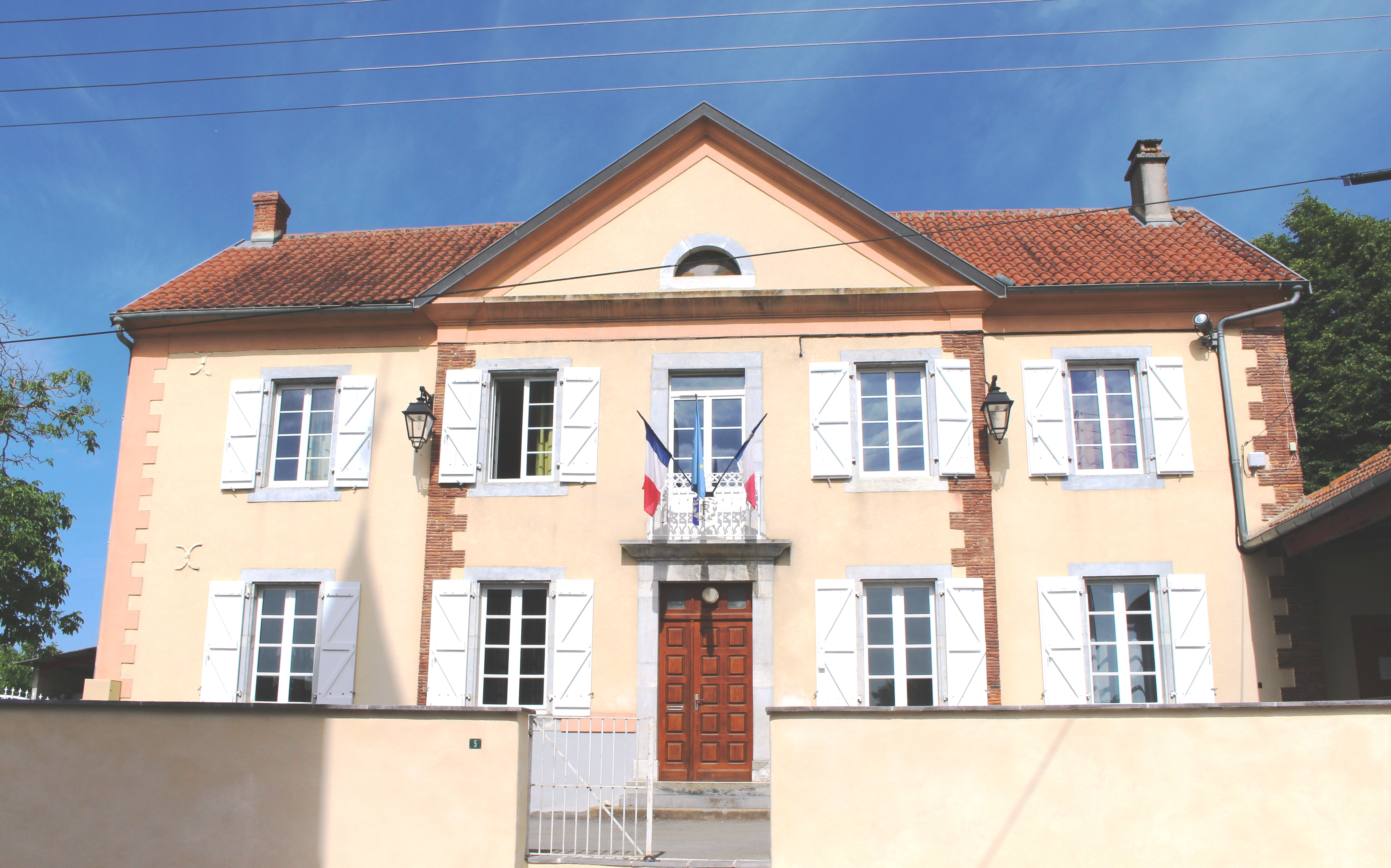
La mairie en 2017.

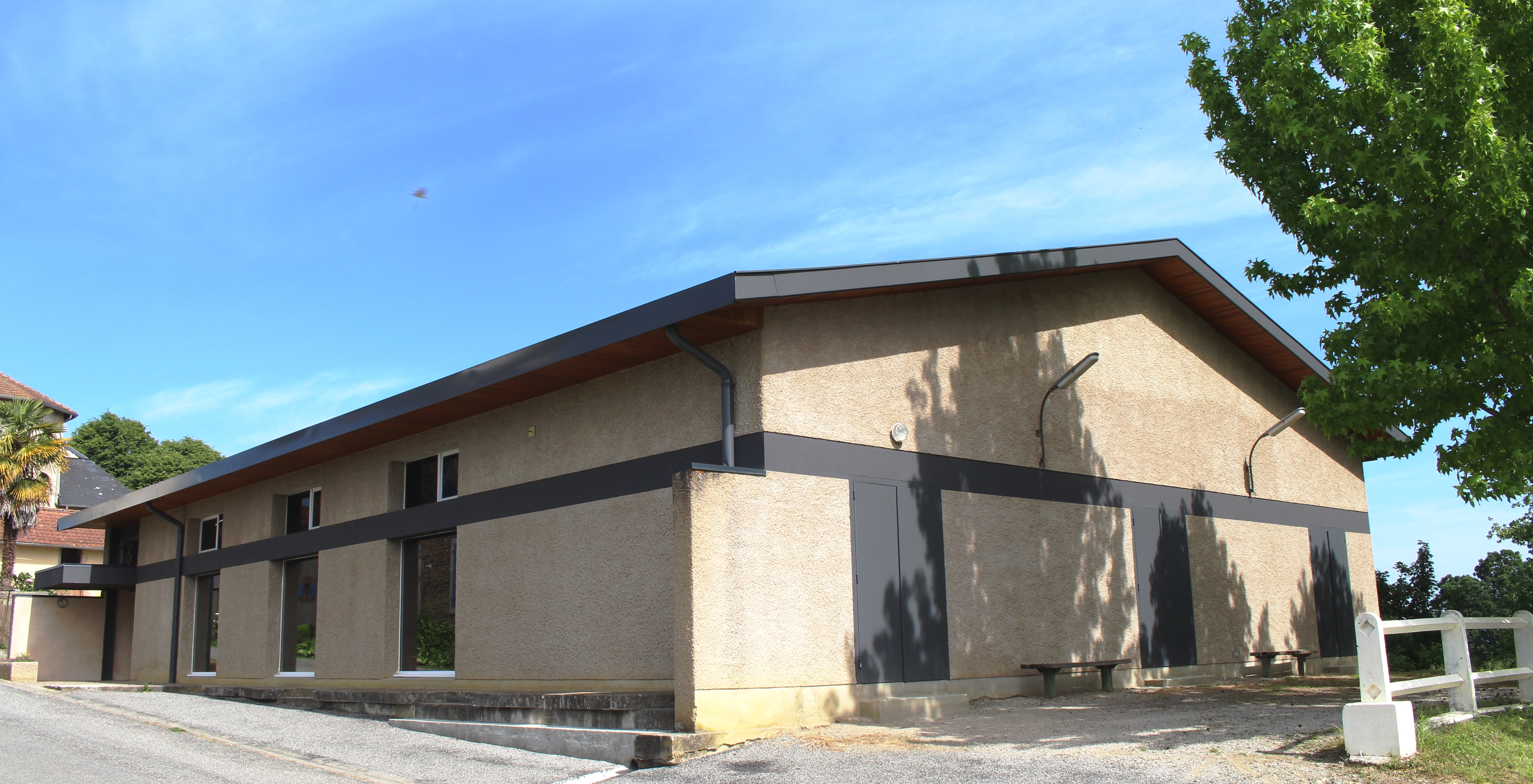
Le foyer rural en 2017.

### Liste des maires
| Période                                  | Période   | Identité             | Étiquette | Qualité |
| ---------------------------------------- | --------- | -------------------- | --------- | ------- |
| Les données manquantes sont à compléter. |           |                      |           |         |
|                                          |           |                      |           |         |
| avant 1981                               | ?         | Vincent Doucet       |           |         |
| mars 1995                                | mars 2001 | Jean-Pierre Lechable |           |         |
| mars 2001                                | mars 2014 | Georges Gachies      |           |         |
| mars 2014                                | en cours  | Jean-Marc Castor     |           |         |

### Rattachements administratifs et électoraux

#### Historique administratif
Pays et sénéchaussée de Bigorre, quarteron de Tarbes, baronnie de Castelvieilh, canton de  Saint-Sever puis  d'Aubarède (1790), chef-lieu transféré à Pouyastruc (1803).

#### Intercommunalité
Castelvieilh appartient à la communauté de communes des Coteaux du Val d'Arros créée en janvier 2017 et qui réunit 54 communes.

## Population et société

### Démographie

#### Évolution démographique

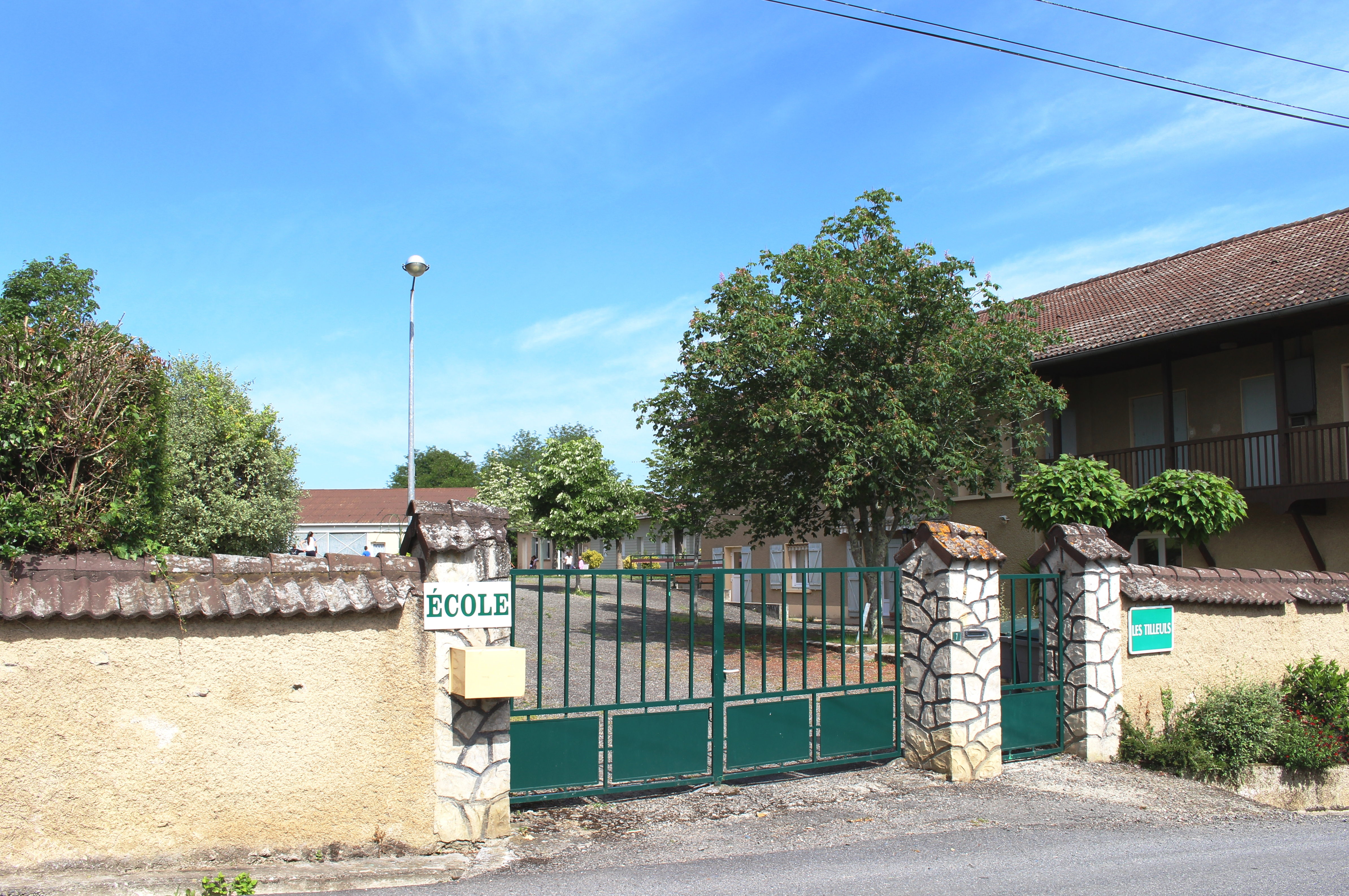
L’école élémentaire en 2017.

| 1793 | 1800 | 1806 | 1821 | 1831 | 1836 | 1841 | 1846 | 1851 |
| ---- | ---- | ---- | ---- | ---- | ---- | ---- | ---- | ---- |
| 348  | 239  | 413  | 413  | 429  | 466  | 428  | 393  | 400  |

| 1856 | 1861 | 1866 | 1876 | 1881 | 1886 | 1891 | 1896 | 1901 |
| ---- | ---- | ---- | ---- | ---- | ---- | ---- | ---- | ---- |
| 414  | 408  | 372  | 339  | 350  | 346  | 307  | 266  | 235  |

| 1906 | 1911 | 1921 | 1926 | 1931 | 1936 | 1946 | 1954 | 1962 |
| ---- | ---- | ---- | ---- | ---- | ---- | ---- | ---- | ---- |
| 229  | 222  | 193  | 182  | 173  | 168  | 160  | 178  | 158  |

| 1968 | 1975 | 1982 | 1990 | 1999 | 2006 | 2008 | 2013 | 2018 |
| ---- | ---- | ---- | ---- | ---- | ---- | ---- | ---- | ---- |
| 184  | 194  | 184  | 206  | 192  | 210  | 215  | 238  | 245  |

| 2022 | - | - | - | - | - | - | - | - |
| ---- | - | - | - | - | - | - | - | - |
| 243  | - | - | - | - | - | - | - | - |

### Enseignement
La commune dépend de l'académie de Toulouse. Elle dispose d’une école en 2017.
- École élémentaire.

## Économie

### Revenus
En 2018, la commune compte 104 ménages fiscaux, regroupant 226 personnes. La médiane du revenu disponible par unité de consommation est de 22 570 € (20 420 € dans le département).

### Emploi
|                | 2008  | 2013   | 2018  |
| -------------- | ----- | ------ | ----- |
| Commune        | 6,5 % | 11,9 % | 6,8 % |
| Département    | 7,7 % | 9,4 %  | 9,8 % |
| France entière | 8,3 % | 10 %   | 10 %  |

En 2018, la population âgée de 15 à 64 ans s'élève à 148 personnes, parmi lesquelles on compte 76,4 % d'actifs (69,6 % ayant un emploi et 6,8 % de chômeurs) et 23,6 % d'inactifs,. Depuis 2008, le taux de chômage communal (au sens du recensement) des 15-64 ans est inférieur à celui de la France et du département.
La commune fait partie de la couronne de l'aire d'attraction de Tarbes, du fait qu'au moins 15 % des actifs travaillent dans le pôle,. Elle compte 19 emplois en 2018, contre 13 en 2013 et 14 en 2008. Le nombre d'actifs ayant un emploi résidant dans la commune est de 105, soit un indicateur de concentration d'emploi de 17,8 % et un taux d'activité parmi les 15 ans ou plus de 54,2 %.
Sur ces 105 actifs de 15 ans ou plus ayant un emploi, 11 travaillent dans la commune, soit 11 % des habitants. Pour se rendre au travail, 91,4 % des habitants utilisent un véhicule personnel ou de fonction à quatre roues, 1,9 % les transports en commun, 1 % s'y rendent en deux-roues, à vélo ou à pied et 5,7 % n'ont pas besoin de transport (travail au domicile).

## Culture locale et patrimoine

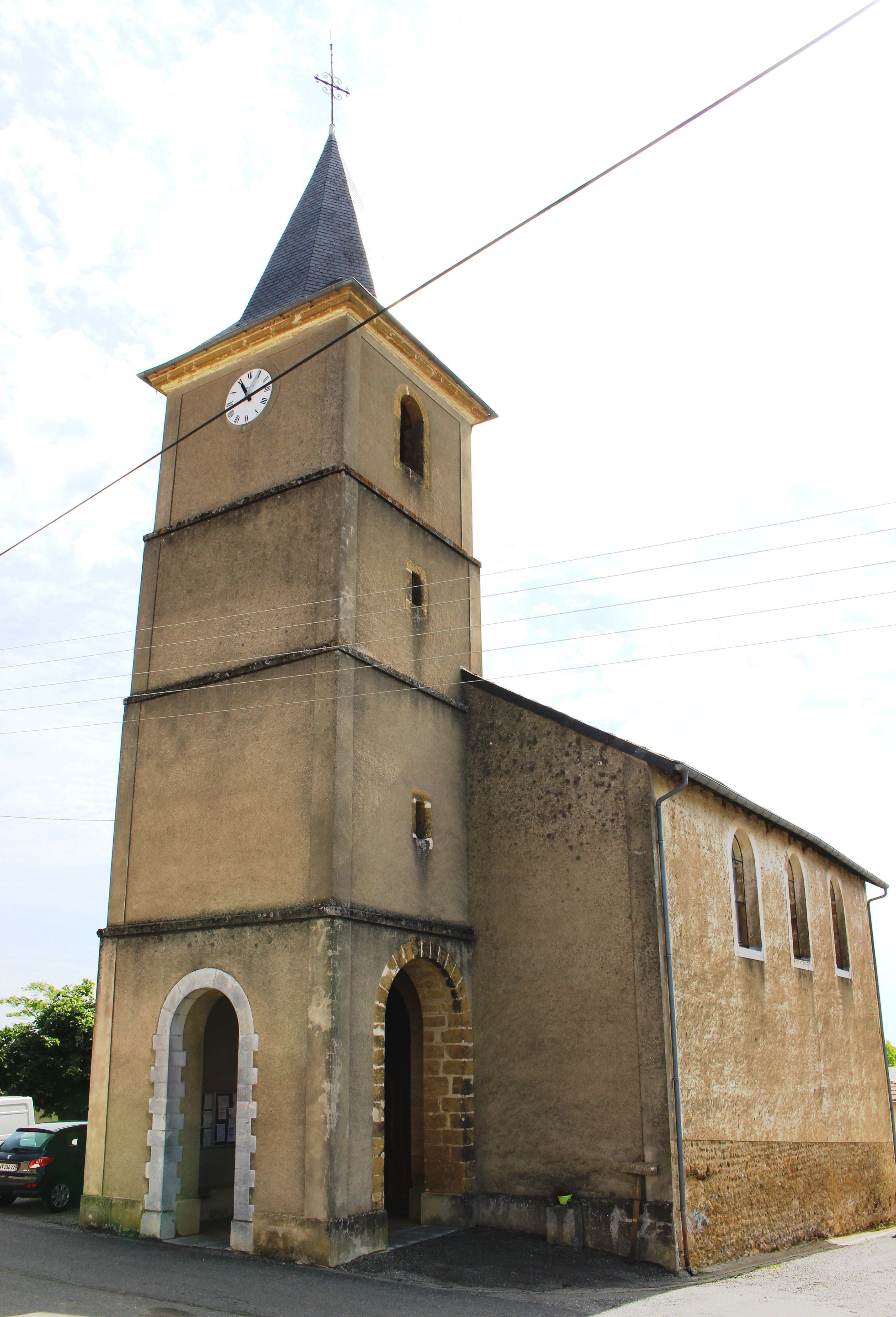
L'église Saint-Michel en 2017.

### Lieux et monuments
- Église Saint-Michel.
- Lavoir.

### Héraldique
| Blason | Blasonnement : D'argent à la tour de sable sur une terrasse de sinople, au chef d'azur chargé d'une couronne de baron d'or. |

Sélection de vues des monuments municipaux.
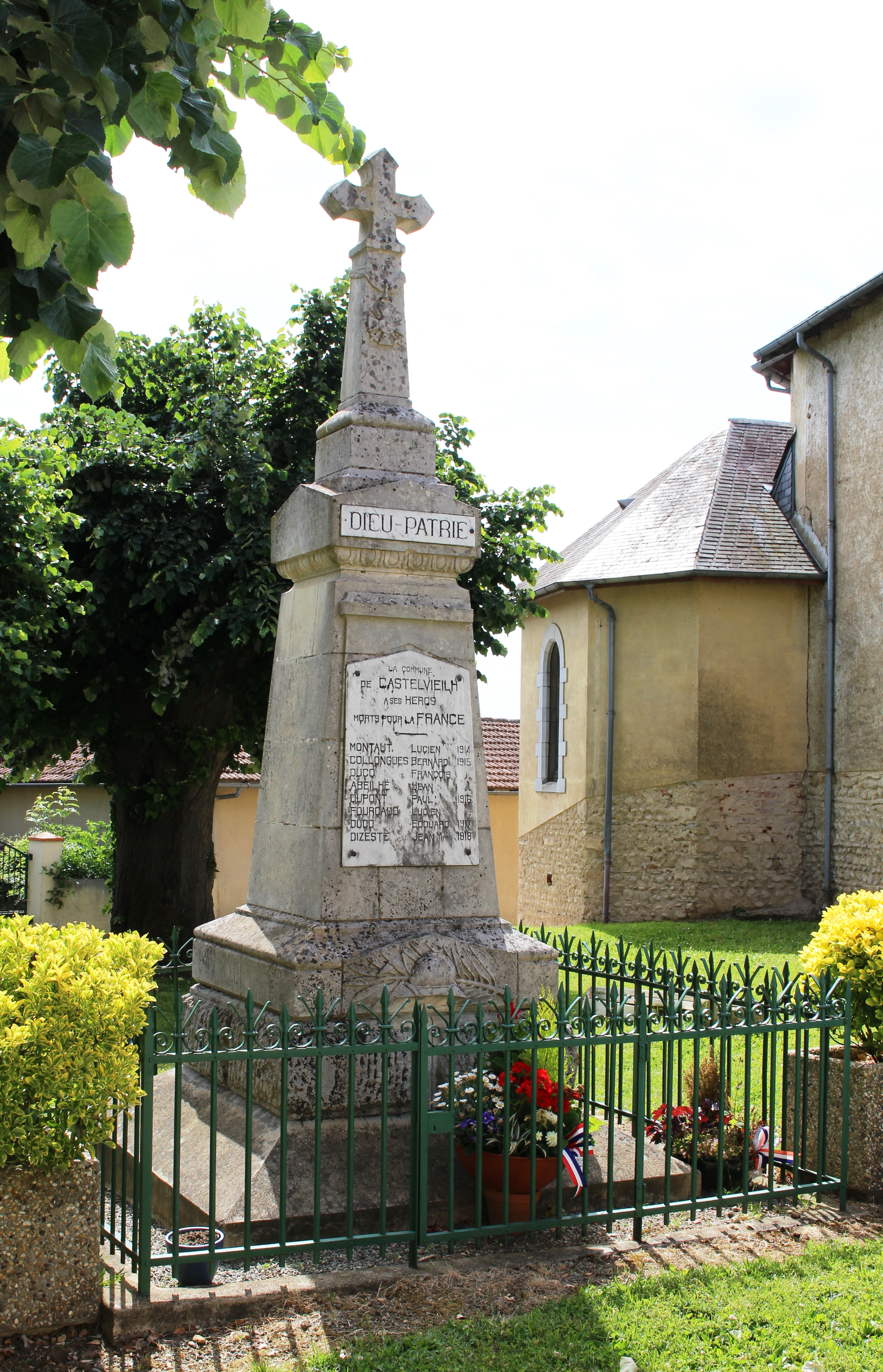
Le monument aux morts municipal
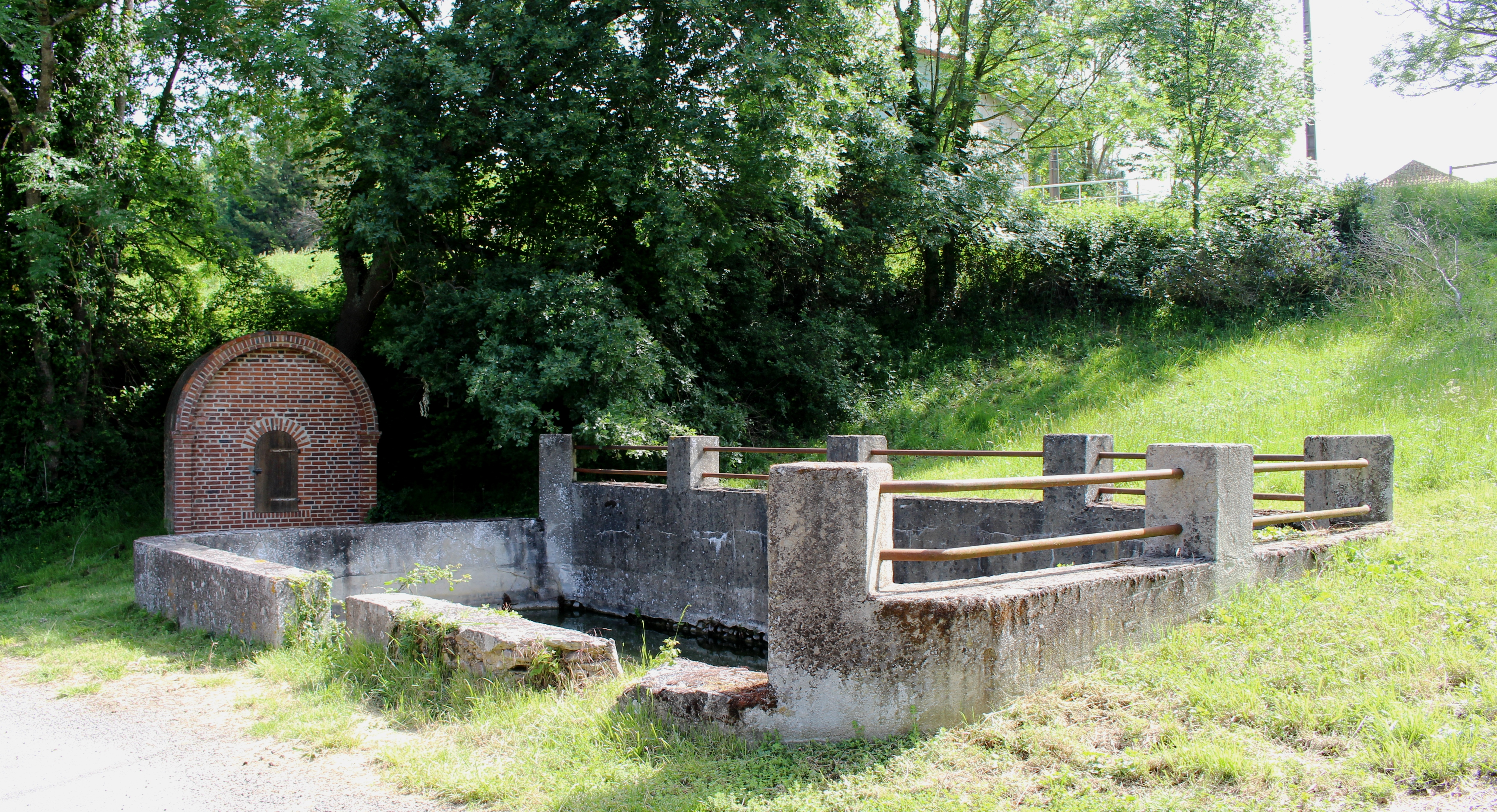
La fontaine
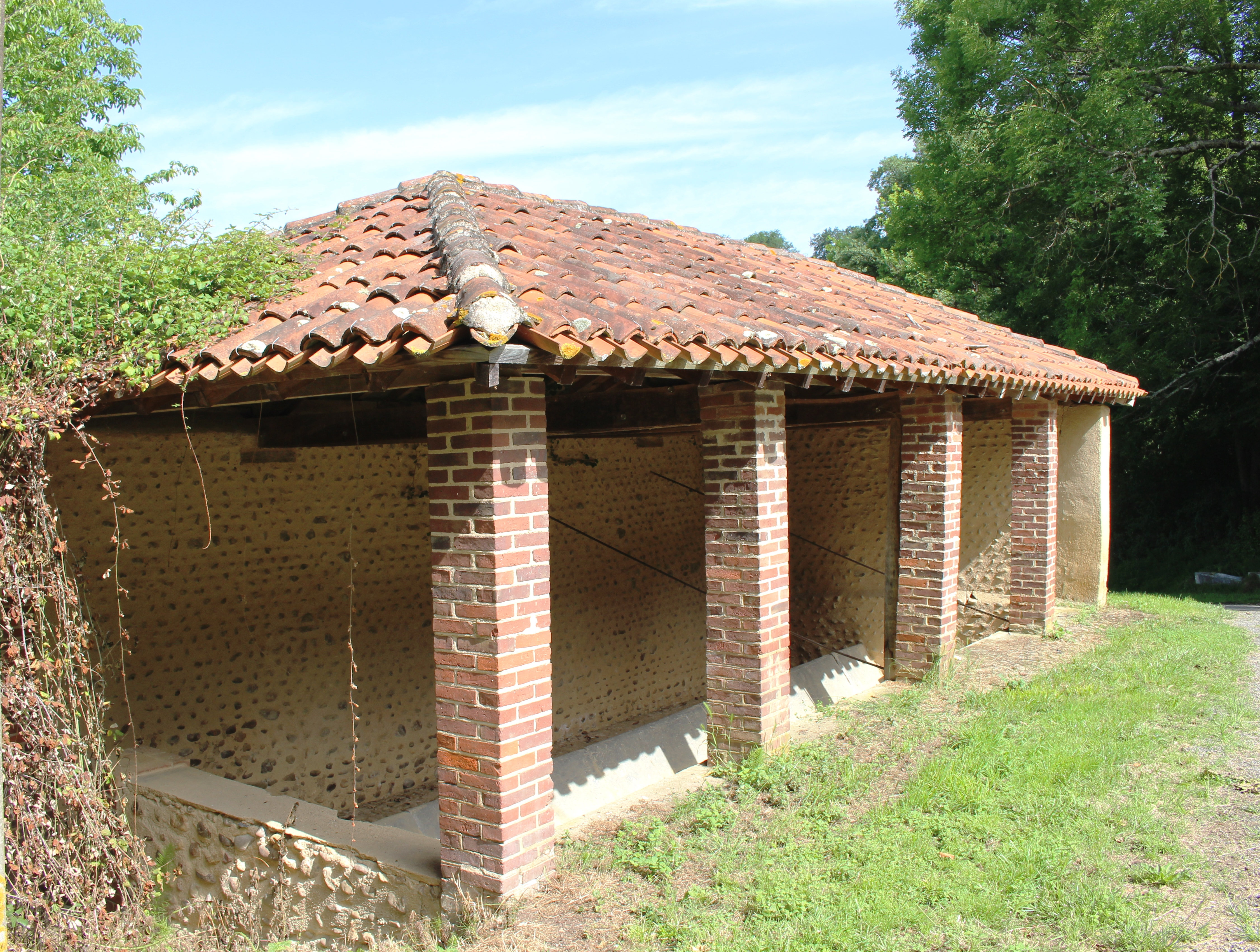
Le lavoir.